# Папа Јован I
Папа Јован I (лат. Ioannes; 18. мај 526.) је био 53. папа од 13. августа 523. до 18. маја 526.